# Uppsalská univerzita – Kampus Gotland
Campus Gotland je kampus, který se nachází ve Visby na ostrově Gotland ve Švédsku. Původně byla samostatnou univerzitní školou s názvem Gotlandská univerzita (švédsky: Högskolan på Gotland), ale od 1. července 2013 se stala součástí Uppsalské univerzity. Nyní je známá jako „Uppsalská univerzita – Campus Gotland“.
Univerzita byla založena v roce 1998 a v roce 2007 měla kolem 4 300 studentů, z nichž mnozí studovali prezenčně nebo distančně. Hlavní budova, která dříve sloužila jako palírna whisky, se nachází v centru Visby mezi městským přístavem a parkem Almedalen. Organizace studentů, nazvaná Rindi, má svou vlastní budovu s názvem Rindi-borgen.
Gotlandská herní konference je každoroční událost konaná v červnu, kde studenti kampusu představují hry, filmy a animace, které vytvořili během posledního roku.